# سیارک ۱۲۹۲۵۹
سیارک ۱۲۹۲۵۹ (به انگلیسی: 129259 Tapolca، نامگذاری:2005QD75) صد و بیست و نه هزار و دویست و پنجاه و نهمین سیارک کشف شده‌است که در ۲۵ اوت ۲۰۰۵ کشف شد.